# 小田康徳
小田康徳（おだ やすのり、1946年ー　）は、日本史学者、大阪電気通信大学名誉教授。

## 人物・来歴
香川県生まれ。1970年大阪大学文学部国史学専攻卒業。1976年関西大学大学院文学研究科日本史学博士課程所定単位取得退学。1983年「近代日本の公害問題 史的形成過程の研究」で」関西大学文学博士。和歌山市史編纂室をへて、1984年大阪電気通信大学講師、助教授、95年教授、2014年定年退職し名誉教授。エコミューズ（あおぞら財団付属西淀川　公害と環境資料館）館長、ＮＰＯ法人「旧真田山陸軍墓地とその保存を考える会」理事長。また池田市史編纂委員会委員長などを兼務。日本近代における公害問題史の研究に従事するとともに、近代を中心とする紀北および大阪の地域史研究で知られる。

## 著書
- 『近代日本の公害問題 史的形成過程の研究』世界思想社, 1983.4
- 『都市公害の形成 近代大阪の成長と生活環境』世界思想社, 1987.10
- 『日本近代史の探究』世界思想社, 1993.4
- 『新版日本近代史の探究』世界思想社，1998.11
- 『近代和歌山の歴史的研究 中央集権下の地域と人間』清文堂出版, 1999.9
- 『維新開化と都市大阪』清文堂出版, 2001.10
- 『近代大阪の工業化と都市形成 生活環境からみた都市発展の光と影』明石書店, 2011.5
- 『歴史に灯りを 言ってきたこと、やってきたこと、できなかったこと』阿吽社, 2014.3
- 『川西の歴史今昔 猪名川から見た人とくらし』神戸新聞総合出版センター, 2018.1
- 『明治の新聞にみる　北摂の歴史』神戸新聞総合出版センター 2021
- 『軍隊と戦争の記憶 旧大阪真田山陸軍墓地、保存への道』阿吽社，2022.5

### 共編著・監修
- 『陸軍墓地がかたる日本の戦争』横山篤夫,堀田暁生,西川寿勝共編著. ミネルヴァ書房, 2006.4
- 『公害・環境問題史を学ぶ人のために』編. 世界思想社, 2008.10
- 『西淀川公害の40年 維持可能な環境都市をめざして』宮本憲一,森脇君雄共監修, 除本理史,林美帆編著. ミネルヴァ書房, 2013.3
- 『旧真田山陸軍墓地、墓標との対話』編著. 阿吽社, 2019.11

## 論文
- <小田康徳